# Corneille de Lyon
Corneille de Lyon (La Haye, 1500 / 1510 - Lyon, 8 de novembro de 1575) foi um pintor francês-neerlandês do século XVI, dentre as suas principais obras criou o retrato oficial do Rei Henrique II de França e Catarina de Médici.

## Biografia
Estabelecido em Lyon em 1540 e naturalizado francês em 1547, ficou conhecido em La Haye na França por Cornelius devido a sua origem neerlandesa.
Os retratos de Corneille são quase miniaturas, geralmente do tamanho de um cartão postal. Trabalhou principalmente com pintura a óleo em prateleiras de madeira, seu estilo é semelhante ao de Hans Holbein, particularmente na utilização dos freios.

## Obras

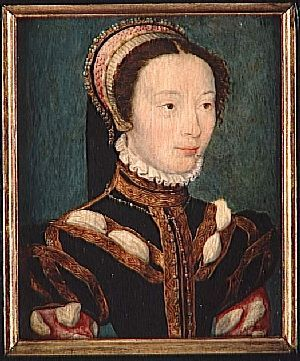
Jeanne van Halewijn, esposa secreta de François de Montmorency.
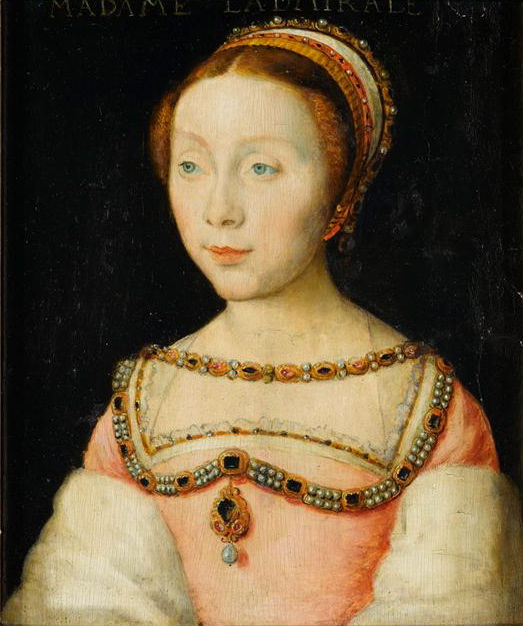
Françoise de Longwy, esposa do Almirante Philippe Chabot e Jacques de Péruse, Senhor do Escars, 1536.

Suas obras foram expostas em vários museus, principalmente no  Louvre em Paris e Metropolitan Museum of Art em Nova Iorque.
- Retrato de Gabrielle de Rochechouart (v.1574), óleo sobre madeira, 16,5 x 14 cm, Chantilly Museu Condé.
- Madame de Lausac, óleo sobre madeira, 17 x 14 cm, Chantilly.
- Catherine de Médicis, Dauphine, 16 x 13 cm, Chantilly.
- François II, Dauphin, Chantilly.
- Marguerite de Savoie, Chantilly.
- Le Duc de Montpensier, Musée du Louvre, Paris. ( O Duque de Bourbon )
- Pierre Aymeric, (1534), óleo sobre madeira, 16,5 x 14 cm, Museu du Louvre, Paris.